# Dennis Retera
Dennis Retera (ur. 11 lipca 1986 roku w Eindhoven) – holenderski kierowca wyścigowy.

## Kariera
Retera rozpoczął karierę w międzynarodowych wyścigach samochodowych w 2004 roku od startów w Festiwalu Formuły Ford oraz w Formule Ford Benelux. W edycji Beneluxu zdobył tytuł mistrzowski w pierwszej dywizji. W późniejszych latach Holender pojawiał się także w stawce edycji zimowej Brytyjskiej Formuły Ford, Italian GT Championship, FIA GT3 Lamborghini Manufacturers Cup, FIA GT3 European Championship, Północnoeuropejskiego Pucharu Formuły RRenault 2.0, Brytyjskiej Formuły 3, Dutch Supercar Challenge, GT4 European Cup Sports Light, TopGear Westfield Cup, ADAC GT Masters, BRL-V6, Międzynarodowej Formuły Master, Blancpain Endurance Series, Belcar Endurance Championship, GT4 European Cup, HTC Dutch GT4, Supercar Challenge, 24H Dubai, European Le Mans Series oraz International GT Open.